# السيرة النبوية لابن كثير
 السيرة النبوية لابن كثير هو أحد كتب السيرة، ألفه الحافظ ابن كثير (700 هـ-774 هـ). يبحث المؤلف في كتابه في سيرة النبي محمد من خلال ذكر العرب قبل الإسلام، ثم ولادة النبي وما يتعلق بها من اسم ونسب ورضاعة وغيرها، ونشأته وبعثته، وفترته المكية ثم هجرته وفتوحاته ووفاته وغير ذلك مما يتعلق بالسيرة النبوية المطهرة، وأكثر مرويات ابن كثير من مؤلف الكتاب ابن إسحاق المؤرخ الكبير, يقع الكتاب في أربعة أجزاء كبيرة.

## وصلات خارجية
- تحميل السيرة النبوية لابن كثير المكتبة الشاملة